# International Federation of the Phonographic Industry

Logo International Federation of the Phonographic Industry

International Federation of the Phonographic Industry (IFPI; pol. Międzynarodowa Federacja Przemysłu Fonograficznego) – organizacja non-profit reprezentująca interesy przemysłu muzycznego z całego świata. Powstała w 1933 roku, jej główna siedziba znajduje się w Londynie w Wielkiej Brytanii. Natomiast funkcję dyrektora generalnego (CEO) pełni Frances Moore. Jego główne zadanie to reprezentowanie producentów oraz zwalczanie praktyk piractwa fonograficznego. Członkami IFPI są między innymi: SNEP, FIMI, BPI oraz ZPAV.
IFPI przyznaje także certyfikaty sprzedaży to jest Platinum Europe Award oraz IFPI Middle East Award.